# Cesta mrtvých

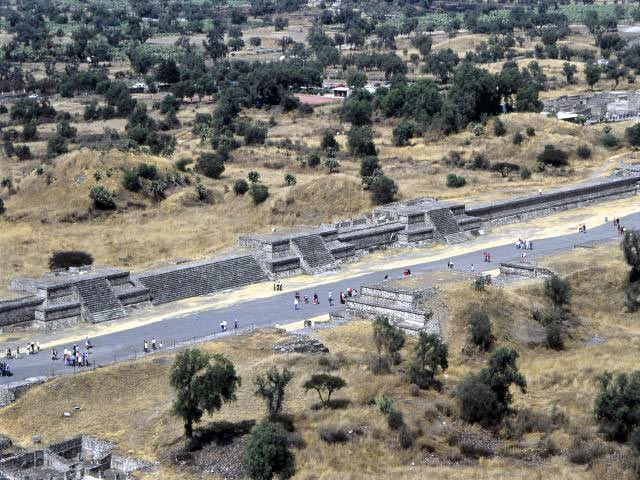
Pohled na Cestu mrtvých z pyramidy Slunce, Teotihuacán, Mexiko.

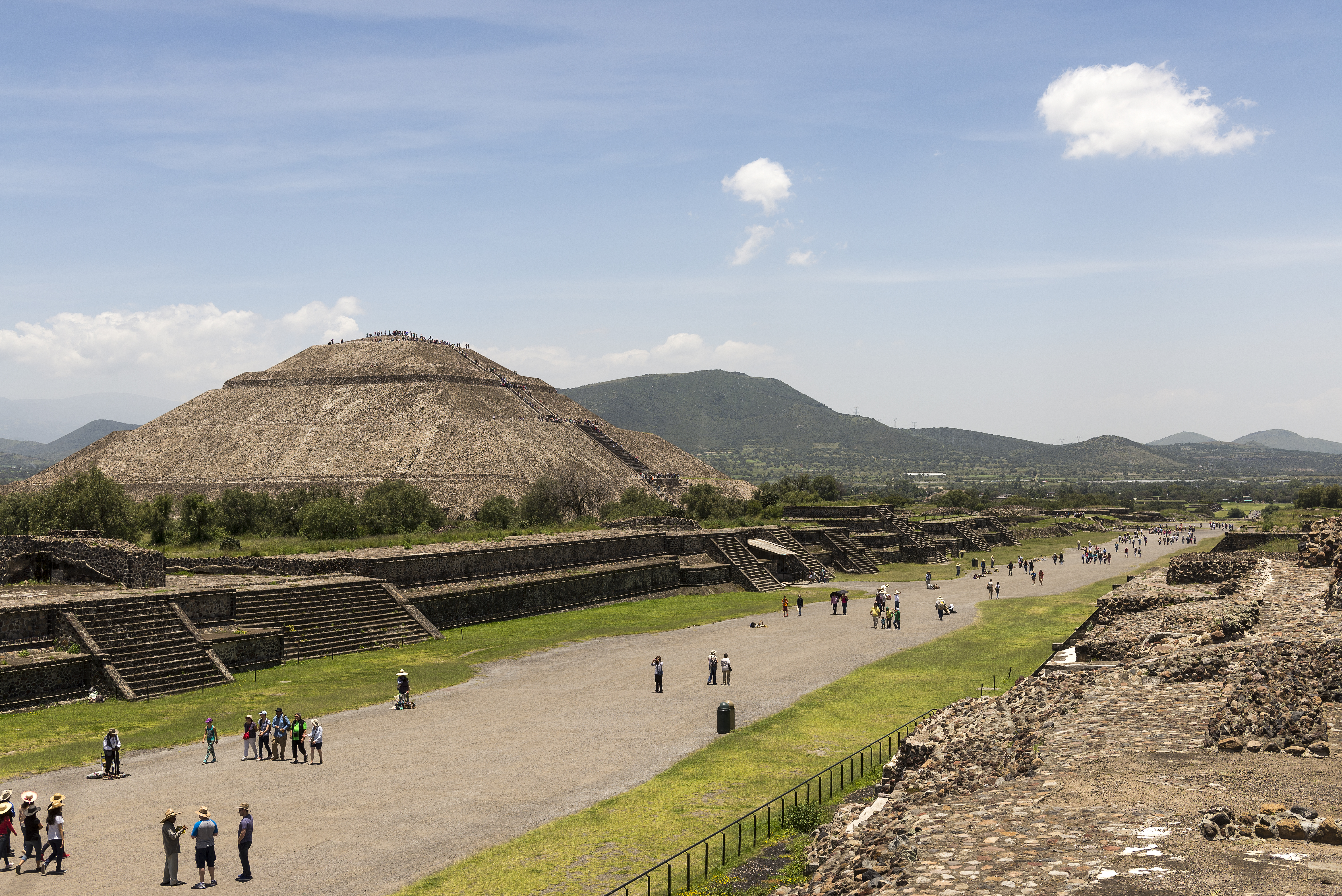
Cestu mrtvých i Pyramida Slunce

Cesta mrtvých (také Třída mrtvých, anglicky Avenue of the Dead, španělsky Calzada de los muertos, aztécky Miccaohtli) byla hlavní ulicí Teotihuacánu, posvátného města předkolumbovské Střední Ameriky.
Cesta mrtvých zahrnovala asi sto náboženských budov. Tvoří severojižní osu města, přesněji leží 15,5 stupně na východ od severu, rovnoběžně s přední stranou pyramidy Slunce, a ukazuje k posvátné hoře Cerro Gordo za pyramidou Měsíce. Její výchylka umožňuje již zmíněné kolmé východozápadní ose sledovat přesně dráhu souhvězdí Plejád během letního slunovratu. Cesta mrtvých je 40 metrů široká a táhla se v délce 2,5 – 3,2 km z náměstí Měsíce na severu k Citadele a tržišti na jihu. Podle francouzského archeologa René Millona se kdysi táhla ještě dál, až k horám. Třída rozdělovala město na dvě části a byla symetricky lemována chrámy, paláci a obytnými budovami. Nabízí se myšlenka, že stavba Cesta mrtvých mohla být přesně naplánovaná už od nejranější fáze výstavby. Její hlavní prostor se nacházel mezi pyramidou Měsíce a kanálem Rio San Juan. Po stranách měla plošiny ve stylu talud-tablero, které kromě toho, že k ní umožňovaly přístup, fungovaly jako účinný odvodňovací systém, který se nalézal i pod třídou a odvodňoval budovy po obou stranách.
Její architektonický vzhled svědčí o neuvěřitelné zeměměřičské technice budovatelů. Od severu k jihu má cesta třicetimetrový sklon, který architekti překonali rovnoměrně rozloženými schody. Po každých padesáti metrech je to sedm stupňů, na jejichž úpatí se nachází plošina. Tato technika uvádí pozorovatele v optický klam. Zdola nahoru, resp. od jihu k severu, je ještě dnes vidět nekonečné schodiště, které na konci cesty jako když přechází v pyramidu Měsíce. Avšak při pohledu opačným směrem všechny schody a plošiny neznatelně zmizí. Dole je patrná jen světlehnědá, kilometry dlouhá stuha Cesty Mrtvých.